# Herleshausen
Herleshausen – miejscowość i gmina w Niemczech, w kraju związkowym Hesja, w rejencji Kassel, w powiecie Werra-Meißner.

## Współpraca
Miejscowości partnerskie:
- Cléder, Francja
- Lauchröden – dzielnica Gerstungen, Turyngia